# Скит (Ленинградская область)
Скит — посёлок при станции в Усадищенском сельском поселении Волховского района Ленинградской области.

## История

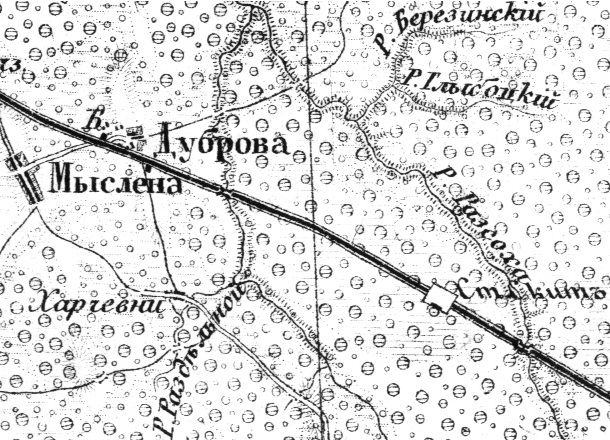
Станция Скит на карте 1915 года

На военно-топографической карте Петроградской и Новгородской губерний издания 1915 года обозначена только железнодорожная станция Скит.
Согласно данным переписи населения СССР 1926 года на станции Мурманской ж. д. Скит Усадищского сельсовета Пролетарской волости Волховского уезда проживал 51 человек — большинство русские, а также эстонцы.
По данным 1966, 1973 и 1990 годов посёлок при станции Скит входил в состав Усадищенского сельсовета.
В 1997 году в посёлке при станции Скит Усадищенской волости проживали 7 человек, в 2002 году — 2 человека (все русские).
В 2007 году в посёлке при станции Скит Усадищенского СП — 1 человек.

## География
Посёлок расположен в южной части района у платформы Скит на железнодорожной линии Волховстрой I — Вологда I, на автодороге 41К-060 (Мыслино — Дуброво — Зеленец).
Расстояние до административного центра поселения — 12 км.
Посёлок находится в междуречье Рассохи и Полоны.

## Демография
| 1997 | 2007 | 2010 | 2017 |
| ---- | ---- | ---- | ---- |
| 7    | ↘1   | →1   | ↘0   |

### Национальный состав
Согласно данным Всероссийской переписи населения 2021 года в деревне проживали 2 человека, которые национальность не указали.